# Перелісківський (заказник)
Перелісківський — гідрологічний заказник місцевого значення в Україні. Заболочена ділянка серед каналів у басейні річки Легань, притоки річки Псел. Розташований у межах Лебединського району Сумської області, на південний захід від села Великий Вистороп в урочищі «Григорівщина». Площа 26 га. Заснований у 1981 році з метою збереження в природному стані болотного масиву, підтримання рівня ґрунтових вод, охорони тваринного і рослинного світу.